# Viola aetolica
Espèce
Classification phylogénétique
Viola aetolica est une espèce de plantes à fleurs du genre Viola, dans la famille des Violaceae. On la trouve dans les pays de l'ex-Yougoslavie, en Albanie et en Grèce.